# The Man from Ironbark
The Man from Ironbark (L'uomo di Ironbark) è una poesia scritta dall'autore australiano Banjo Paterson.
Venne pubblicata nel bollettino il 17 dicembre 1892. La poesia racconta le esperienze di un uomo nativo dal bush, che reagisce male a uno scherzo fatto su di lui da un barbiere malizioso di Sydney.
Sulla base di questa ballata sono state composte svariate canzoni, e Tessa Wallis ha dedicato una statua in bronzo all'uomo di Ironbark.
Ironbark era il vecchio nome di Stuart Town, una piccola cittadina nella regione centrale del Nuovo Galles del Sud.

## Contenuto
La bush ballad narra di un tipico uomo dell'outback australiano, che arrivato a Sydney si mette alla ricerca di un barbiere. Il barbiere in questione è un noto comico, amante degli scherzi ed a cui piace mettersi in mostra. Mettendosi in combutta con dei giovani scansafatiche nel suo negozio, decide di giocare uno scherzo all'uomo di Ironbark, e finge di tagliargli la gola durante la rasatura. L'uomo crede davvero che il barbiere lo abbia ucciso, e tenedosi la gola comincia ad inveire ed a malmenare chiunque gli capti sotto mano. Un poliziotto che passava da quelle parti, udendo il baccano entra nel negozio e tenta (con poco successo) di calmare l'uomo di Ironbark, quando alla fine il barbiere confessa che si era trattato semplicemente di uno scherzo. L'uomo di Ironbark non è ancora convinto, e racconta ai suoi compagni tosatori di come ne ha abbastanza dei barbieri, dato che uno di loro ha tentato di sgozzarlo. Che questa storia sia vera o no, effettivamente ad Ironbark le barbe fluenti vanno per la maggiore.
La storia è ispirata alla famosa leggenda metropolitana del barbiere assassino, romanzata nel libro "The String of Pearls" dei famosi Penny dreadful, dove fa il suo debutto letterario Sweeney Todd, il diabolico barbiere di Fleet Street.

## Testo
Il testo originale presenta molti termini in gergo australiano ed è scritto in un linguaggio popolare. Alcune espressioni ed interiezioni sono molto datate, come "catch him all alive", e spesso le parole sono abbreviate come nel linguaggio parlato (es. " 'twas" anziché "it was").
He wandered over street and park, he wandered up and down.
He loitered here, he loitered there, till he was like to drop,
Until at last in sheer despair he sought a barber's shop.
‘ 'Ere! shave my beard and whiskers off, I'll be a man of mark,
I'll go and do the Sydney toff up home in Ironbark.'
The barber man was small and flash, as barbers mostly are,
He wore a strike-your-fancy sash, he smoked a huge cigar;
He was a humorist of note and keen at repartee,
He laid the odds and kept a ‘tote’, whatever that may be,
And when he saw our friend arrive, he whispered, ‘Here's a lark!
Just watch me catch him all alive, this man from Ironbark.'
There were some gilded youths that sat along the barber's wall.
Their eyes were dull, their heads were flat, they had no brains at all;
To them the barber passed the wink, his dexter eyelid shut,
‘I'll make this bloomin ' yokel think his bloomin' throat is cut.'
And as he soaped and rubbed it in he made a rude remark:
‘I s'pose the flats is pretty green up there in Ironbark.'
A grunt was all the reply he got; he shaved the bushman's chin,
Then made the water boiling hot and dipped the razor in.
He raised his hand, his brow grew black, he paused awhile to gloat,
Then slashed the red-hot razor-back across his victim's throat;
Upon the newly-shaven skin it made a livid mark —
No doubt it fairly took him in — the man from Ironbark.
He fetched a wild up-country yell might wake the dead to hear,
And though his throat, he knew full well, was cut from ear to ear,
He struggled gamely to his feet, and faced the murd'rous foe:
‘You've done for me! you dog, I'm beat! one hit before I go!
I only wish I had a knife, you blessed murdering shark!
But you'll remember all your life the man from Ironbark.'
He lifted up his hairy paw, with one tremendous clout
He landed on the barber's jaw, and knocked the barber out.
He set to work with nail and tooth, he made the place a wreck;
He grabbed the nearest gilded youth, and tried to break his neck.
And all the while his throat he held to save his vital spark,
And ‘Murder! Bloody Murder!' yelled the man from Ironbark.
A peeler man who heard the din came in to see the show;
He tried to run the bushman in, but he refused to go.
And when at last the barber spoke, and said ‘'Twas all in fun —
‘'Twas just a little harmless joke, a trifle overdone.'
‘A joke!' he cried, ‘By George, that's fine; a lively sort of lark;
‘I'd like to catch that murdering swine some night in Ironbark.'
And now while round the shearing floor the list'ning shearers gape,
He tells the story o'er and o'er, and brags of his escape.
‘Them barber chaps what keeps a tote, By George, I've had enough,
One tried to cut my bloomin' throat, but thank the Lord it's tough.'
And whether he's believed or no, there's one thing to remark,
That flowing beards are all the go way up in Ironbark.»
Vagò per strada e parco, vagò su e giù.
Gironzolò qui, gironzolò lì, finché ebbe voglia di andarsene,
Finché alla fine nella pura disperazione cercò un barbiere.
‘Ecco! Rasami la barba ed i baffi, sembrerò un uomo distinto,
Andrò a fare il damerino di Sydney lassù a casa ad Ironbark.'
Il barbiere era piccolo e pomposo, come di solito i barbieri sono,
Portava una fusciacca interessante, fumava un grosso sigaro;
Era un umorista noto, ed acuto nella botta-e-risposta,
piazzava scommesse e teneva una ‘tote ', qualunque cosa sia,
E quando vide arrivare il nostro amico, sussurrò, ‘Eccovi una burla!
Guardate come lo piglio per il naso, questo uomo di Ironbark.'
C'erano certi giovanotti fannulloni seduti lungo il muro del barbiere.
Gli occhi spenti, le teste piatte, non avevano proprio cervello;
Verso loro il barbiere strizzò un occhio, chiuse la palpebra destra,
‘Farò credere a questo dannato bifolco che la sua dannata gola sia tagliata.’
E mentre la insaponava e la strofinava fece un'osservazione rude:
‘Suppongo che i campi siano piuttosto verdi lassù ad Ironbark .’
Un grugnito fu la risposta che ebbe; rasò il mento del boscimano,
Poi fece bollire l'acqua e ci tuffò il rasoio.
Alzò la mano, scurì la fronte, si fermò un po' per gongolare,
Poi strisciò il dietro del rasoio bollente sulla gola della sua vittima;
Sopra la pelle appena rasata fece un segno livido —
Senza dubbio lo avrebbe fregato — l'uomo di Ironbark.
Lui cacciò un grido così potente che avrebbe potuto svegliare i morti,
E pensò che la sua gola, lui lo sapeva, fosse tagliata da orecchio ad orecchio,
Si alzò coraggiosamente in piedi, ed affrontò il nemico mortale:
‘Me l'hai fatta! cane, sono battuto! un colpo prima di andarmene!
Vorrei solamente avere un coltello, tu, maledetto squalo assassino!
Ma ricorderai per tutta la vita l'uomo di Ironbark.'
Alzò la sua mano pelosa, che con un tremendo colpo
Atterrò sulla mascella del barbiere, e lo fece volare via.
Combatté con unghie e denti, fece del posto un disastro;
Afferrò il giovanotto più vicino, e cercò di rompergli il collo.
E nel frattempo si teneva la gola per conservare la scintilla vitale,
E ‘Assassino! Dannato assassino!' urlava l'uomo di Ironbark.
Un poliziotto che udì il baccano entrò per vedere lo spettacolo;
Cercò di portare via il boscimane, ma lui non voleva andarsene.
E quando alla fine il barbiere parlò, disse ‘Era solo uno scherzo –
Era solo una piccola burla innocua, un'inezia esagerata.'
‘Uno scherzo!' urlò, ‘Per George, va bene; un'allegra cosiddetta burla;
Vorrei incontrare quel porco assassino, una notte ad Ironbark.'
Ed ora mentre attorno all'area di rasatura i tosatori spalancano la bocca,
Lui racconta la storia ancora ed ancora, e si vanta della sua fuga.
‘Quei barbieri che tengono una tote, per George, ne ho avuto abbastanza
Uno di loro cercò di tagliare la mia dannata gola, ma grazie al Signore gli è stata dura'
E che sia creduto o meno, c'è una cosa da notare,
Le barbe lunghe vanno per la maggiore lassù ad Ironbark.»

### Annotazioni
- Tote: un tipo di scommessa nelle corse di cavalli, in cui le puntate confluiscono in un montepremi comune
- Catch him alive: originariamente un'espressione dei pescatori (catch 'em all alve-o). Riuscire a prendere in giro qualcuno con uno scherzo.
- Gilded youth: giovani inutili e scansafatiche. Gilded, da “gold”, oro/dorato. Espressione che indica qualcosa di appariscente ma piuttosto inutile.
- Bloomin' : tipica imprecazione australiana, sinonimo di "bloody" (dannato). Ai tempi della ballata bloody era un'imprecazione considerata troppo volgare per essere scritta in un'opera pubblicata, e questa è una delle poche eccezioni.
- L'osservazione "I s'pose the flats is pretty green up there in Ironbark" (Suppongo che i campi siano piuttosto verdi lassù ad Ironbark) è rude per il fatto che in Australia il clima è molto arido, ed è ovvio che i campi non sono verdi. Il barbiere è semplicemente sarcastico, indicando che i campi di Ironbark in realtà sono secchi e brulli.
- Peeler man: poliziotto in gergo australiano. In riferimento a Sir Robert Peel, 1788-1850, il Primo Ministro Britannico, che piantò le fondamenta della moderna polizia.
- By George!: imprecazione, per evitare la blasfemia in sostituzione a God.